# Wojciechowski
Wojciechowski (forma żeńska Wojciechowska, l. mn: Wojciechowscy) – jedno z najpopularniejszych nazwisk w Polsce. Według bazy PESEL 17.01.2015 r. nosiło je 42 828 Polek i 41 864 Polaków. Najwięcej osób o tym nazwisku mieszka na terenie Mazowsza, Wielkopolski i Kujaw. Dawniej często spotykana była też pisownia „Woyciechowski”.

## Etymologianazwiska
Nazwisko to może mieć charakter patronimiczny i pochodzić od imienia Wojciech. Możliwa jest też odmiejscowa etymologia nazwiska, od toponimów utworzonych od tego imienia np. Wojciechowice, Wojciechów, Wojciechowo, Wojcieszów, na co może wskazywać użycie charakterystycznego formantu „-ski”, który służył do tworzenia tego typu nazwisk.

## Znani ludzie o tym nazwisku

### Kobiety
- Aleksandra Wojciechowska (1930–2009) – polska animatorka kultury i etnograf
- Anna Wojciechowska (ur. 1960) – polska urzędniczka samorządowa
- Barbara Wojciechowska (ur. 1940) – polska agronom
- Beata Pastwa-Wojciechowska (ur. 1965) – polska psycholog
- Beata Wojciechowska (ur. 1963) – polska historyk
- Elżbieta Wojciechowska (1933–2017) – polska aktorka teatralna
- Izolda Wojciechowska (ur. 1936) – polska aktorka
- Jadwiga Wojciechowska (ur. 1961) – polska siatkarka
- Kalina Wojciechowska (ur. 1971) – polska biblistka
- Kalina Wojciechowska (1917–1980) – polska tłumaczka
- Karina Wojciechowska (ur. 1973) – Miss Polonia 1991
- Maria Świeżawska-Wojciechowska (1902–1990) – polska historyk
- Maria Wojciechowska (1869–1959) – pierwsza dama Polski
- Martyna Wojciechowska (ur. 1974) – polska prezenterka telewizyjna, dziennikarka i pisarka
- Zdzisława Wojciechowska (1907–1985) – polska wiolonczelistka
- Zofia Wojciechowska (ur. 1964) – polska hortiterapeutka i dziennikarka
- Zofia Wojciechowska-Grabska (1905–1992) – polska malarka

### Mężczyźni
- Adam Wojciechowski (ur. 1943) – jeden z redaktorów czasopisma Opinia
- Adam Wojciechowski (ur. 1980) – polski wioślarz
- Adolf Wojciechowski (1886–1945?) – polski chirurg-ortopeda (pochodzenia niemieckiego)
- Aleksander Wojciechowski (1904–1981) – krajoznawca polski
- Aleksander Wojciechowski (1922–2006) – polski krytyk i historyk sztuki
- Aleksander Wojciechowski (ur. 1949) – polski trener wioślarstwa
- Andrzej Wojciechowski (1930–2018) – polski trębacz jazzowy
- Andrzej Wojciechowski (1933–1997) – polski pięściarz
- Andrzej Wojciechowski (ur. 1936) – polski działacz państwowy, wojewoda przemyski
- Antoni Wojciechowski (1905–1938) – szachista poznański
- Bernard Wojciechowski (ur. 1958) – polityk polski
- Dariusz Wojciechowski (ur. 1974) – piłkarz polski
- Dariusz Wojciechowski (ur. 1968) – kolarz polski
- Earl Wojciechowski (1898–1926) – gangster amerykański
- Grzegorz Wojciechowski (ur. 1960) – polski polityk i samorządowiec
- Henryk Konstanty Wojciechowski (1851–1934) – polski architekt
- Iwo Wojciechowski (1935–2006) – ekolog polski, profesor Akademii Rolniczej w Lublinie
- Jacek Wojciechowski (1942–2015) – profesor nauk technicznych (telekomunikacja)
- Jacek Wojciechowski (ur. 1962) – polski aktor
- Jacek Wojciechowski (ur. 1964) – polski aktor
- Jakub Wojciechowski (1884–1950) – polski robotnik i literat
- Jakub Wojciechowski (ur. 1990) – polski koszykarz
- Janusz Wojciechowski (ur. 1954) – polski polityk
- Jarogniew Wojciechowski (1922–1942) – polski błogosławiony
- Jarosław Wojciechowski (1874–1942) – architekt polski
- Jerzy Wojciechowski (ur. 1938) – szpadzista polski
- Jerzy Wojciechowski (1932–2003) – naczelnik ZHP, poseł w PRL
- Jerzy Antoni Wojciechowski (1931–1995) – polski chemik, naukowiec i wynalazca
- Jerzy Fryderyk Wojciechowski (ur. 1987) – polski kompozytor
- Józef Wojciechowski (1898–1943) – kapitan pilot obserwator Wojska Polskiego
- Józef Wojciechowski (1909–1971) – polski piłkarz
- Jerzy Wojciechowski (1926–1993) – komendant OSP w woj. łódzkim, wieloletni dyrektor PZU
- Karol Wojciechowski (1891–1940) – kapitan piechoty Wojska Polskiego
- Kazimierz Wojciechowski (1869–1938) – polski drukarz, wydawca, redaktor, działacz narodowy
- Konstanty Wojciechowski (1841–1910) – architekt polski
- Konstanty Wojciechowski (1872–1924) – historyk literatury
- Krzysztof Wojciechowski (ur. 1936) – geograf, prof. dr hab. nauk o Ziemi
- Krzysztof Wojciechowski (ur. 1947) – artysta fotograf
- Krzysztof Wojciechowski (ur. 1956) – filozof i socjolog
- Leszek Wojciechowski (ur. 1955) – polski historyk, mediewista
- Marcin Wojciechowski (ur. 1975) – polski dziennikarz, reżyser, dokumentalista
- Marcin Wojciechowski (ur. 1981) – polski dziennikarz muzyczny
- Marian Wojciechowski (1927–2006) – polski historyk
- Marian Wojciechowski (ur. 1951) – polski wojskowy, pułkownik dyplomowany
- Maria Rafael Wojciechowski (1917–2005) – polski biskup starokatolicki
- Marian Wojciechowski (1901–1963) – polski komunista
- Mariusz Wojciechowski (ur. 1955) – polski aktor teatralny i filmowy
- Mathieu Wojciechowski (ur. 1992) – polski koszykarz
- Michał Wojciechowski (ur. 1953) – polski katolicki biblista i publicysta, świecki profesor teologii
- Michał Wojciechowski (ur. 1974) – polski wioślarz, olimpijczyk z Sydney 2000
- Michał Wojciechowski (ur. 1988) – sportowiec polski, futsalista
- Mirosław Ignacy Wojciechowski (1917–1956) – pilot
- Mirosław Jan Wojciechowski (ur. 1931) – dziennikarz, oficer, dyplomata
- Paweł Wojciechowski (ur. 1960) – polski ekonomista i dyplomata, minister finansów, dyplomata
- Paweł Wojciechowski (ur. 1984) – polski piłkarz
- Paweł Wojciechowski (ur. 1989) – lekkoatleta polski (skoczek o tyczce), medalista mistrzostw świata i Europy
- Paweł Wojciechowski (ur. 1990) – polski piłkarz
- Piotr Wojciechowski (ur. 1938) – prozaik
- Przemysław Wojciechowski (1935–1994) – działacz turystyczny
- Przemysław Wojciechowski (1972–2025) – polski dziennikarz
- Rafał Wojciechowski (ur. 1969) – polski prawnik
- Rafał Korczak Wojciechowski (ur. 1981) – polski działacz pozarządowy, akademik ISP PAN oraz Zakładu Społeczeństwa obywatelskiego ISP UW, pionier wdrażania narzędzi Społeczeństwa Informacyjnego w debacie publicznej oraz w procesach pomocy potrzebującym.
- Romuald Wojciechowski (?-?) – tymczasowy prezydent Włocławka w 1934 r.
- Ryszard Wojciechowski (ur. 1952) – fizyk
- Ryszard Wojciechowski (1939–2003) – rzeźbiarz polski
- Ryszard Wojciechowski (1931–2006) – polityk polski
- Siergiej Wojciechowski (1883–1951) – rosyjski i czeski generał, dowódca Białych
- Siergiej Wojciechowski (1900–1984) – rosyjski działacz emigracyjny, pisarz i publicysta, poeta
- Sławomir Wojciechowski (ur. 1973) – piłkarz polski
- Stanisław Wojciechowski (1869–1953) – polityk polski, drugi prezydent Rzeczypospolitej Polskiej
- Stanisław Wojciechowski (1903–1997) – nauczyciel warszawski
- Stanisław Wojciechowski (ur. 1964) – szachista rosyjski, arcymistrz
- Tadeusz Wojciechowski (ur. 1952) – polski wiolonczelista, kameralista i dyrygent
- Tadeusz Wojciechowski (1838–1919) – historyk polski
- Tadeusz Wojciechowski (1902–1982) – polski malarz i architekt, członek grupy artes
- Tadeusz Wojciechowski (1937–2018) – polski dziennikarz radiowy
- Teofil Wojciechowski (ur. 1938) – polski historyk, członek Kolegium IPN, samorządowiec
- Wojciech Jerzy Wojciechowski (ur. 1946) – generał brygady Wojska Polskiego
- Wojomir Wojciechowski (ur. 1937) – polski inżynier leśnik
- Zbigniew Wojciechowski (1924–1944) – polski wojskowy, uczestnik powstania warszawskiego
- Zbigniew Wojciechowski (1955–2012) – lekkoatleta polski, trójskoczek
- Zbigniew Wojciechowski (ur. 1962) – polski polityk i samorządowiec
- Ziemowit Wojciechowski (ur. 1948) – polski szermierz
- Zygmunt Wojciechowski (1900–1955) – historyk polski

## Postacie fikcyjne
- Norbert Wojciechowski w M jak miłość